# Mahala
Mahala (albanski: mahallë, ili mëhallë ili mëhalla, bugarski: махала [makhala], grčki: μαχαλάς [mahalás], makedonski: маало [maalo] ili маалa [maala], aromunski: mãhãlã, rumunjski: mahala, romski: mahalla, turski: mahalle) je riječ koja znači gradska četvrt ili zaselak, i u upotrebi je bila (i još je uvijek) po čitavom Balkanu, Turskoj, Bliskom Istoku i južnim državama nekadašnjeg Sovjetskog Saveza.

## Povijest
Mahale su nastale nakon osmanskog osvajanja Balkana i transformacije gradova i sela u skladu s osmanskim zakonima i običajima, od 17. do kraja 19. stoljeća. Po gradovima su mahale bile stambeni kvartovi koji su okruživali uži centar, - trgovački dio grada - čaršiju. Mahale su uobičajeno bile skup od četrdesetak, pedesetak obiteljskih kuća, iako je bilo i iznimaka, kao što je to bio Fanar grčka mahala u Istanbulu, koja je bila pravi mali grad. Mahale su često imale vlastite male centre, obično je to bio vjerski objekt: džamija u muslimanskim mahalama, crkva po kršćanskim ili sinagoga po židovskim mahalama, uz koji je bila po koja trgovina i ugostiteljski objekt - kavana. Po selima su mahale bile - zaseoci u kojima su živile obitelji istog podrijetla.

## Mahale 19. stoljeća
Mahale su pred kraj Osmanskog Carstva od 19. stoljeća, bile najmanja administrativna jedinica (nešto kao današnji mjesni odbor), kojom je upravljao muktar. On je odgovarao vlastima za mir i red u svojoj mahali, ali i vlastitim sugrađanima za probleme koji bi ih tištili. Mahale su bile prije svega vjerski strogo odvojene (Muslimani, Kršćani, Židovi), ali i etnički tako su po većim turskim gradovima Istanbul, Solun, Bursa, Skoplje, Sarajevo, Bitola postojale turske, grčke, slavenske, židovske, vlaške, armenske, ciganske mahale.